# Burnell Poole
Pour les articles homonymes, voir Poole (homonymie).
Burnell Poole, né le 30 août 1884 à Boston dans le Massachusetts et décédé en 1933 à Englewood dans le New Jersey, est un peintre et photographe américain, spécialisé dans la peinture maritime. Il fut notamment actif lors de la Première Guerre mondiale en peignant et photographiant de nombreux navires américains et britanniques dans leurs tenues de camouflage Dazzle.

## Biographie
Il naît à Boston dans le Massachusetts en 1884. 
Pendant la Première Guerre mondiale, il prend des centaines de photographies immortalisant le travail des chantiers navals de l'US Navy et les différents navires de la flotte. Il collabore ensuite pour cette dernière comme artiste de guerre et peint alors des toiles représentant différents navires de l'armée américaine en mer et en situation de combat d'après ces photographies et croquis.
Il peint notamment les destroyers USS Allen (en) et USS Stockton (en) et les paquebots SS Leviathan et RMS Mauretania dans leurs tenues de camouflage Dazzle.
En 1918, il visite le Royaume-Uni en tant que correspondant naval pour le magazine Everybody's Magazine (en) et en profite pour peindre des navires de la flotte britannique.
Il décède prématurément à Englewood dans le New Jersey en 1933.
Ces œuvres sont notamment visibles ou conservées à la National Gallery of Art à Washington, au Maine Maritime Museum à Bath, au Naval War College Museum à Newport, à la Naval Historical Foundation (en), à la Naval History & Heritage Command, au Britannia Royal Naval College à Dartmouth et au Merseyside Maritime Museum à Liverpool.

## Œuvres

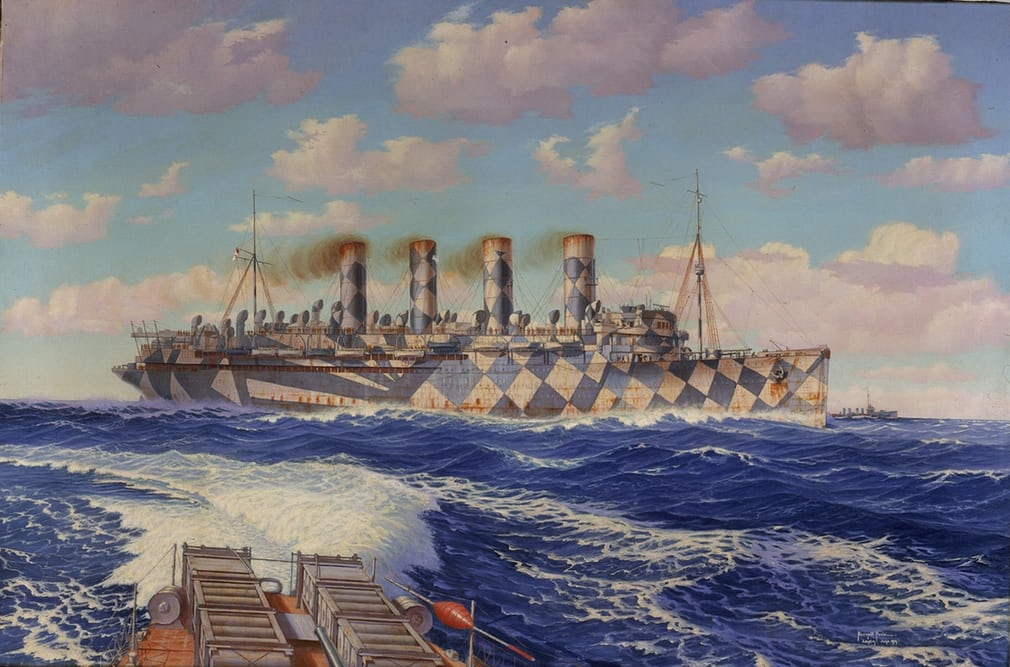
Le RMS Mauretania reconverti en navire de transport de troupes lors de la Première Guerre mondiale et repeint en camouflage Dazzle (années 1920).
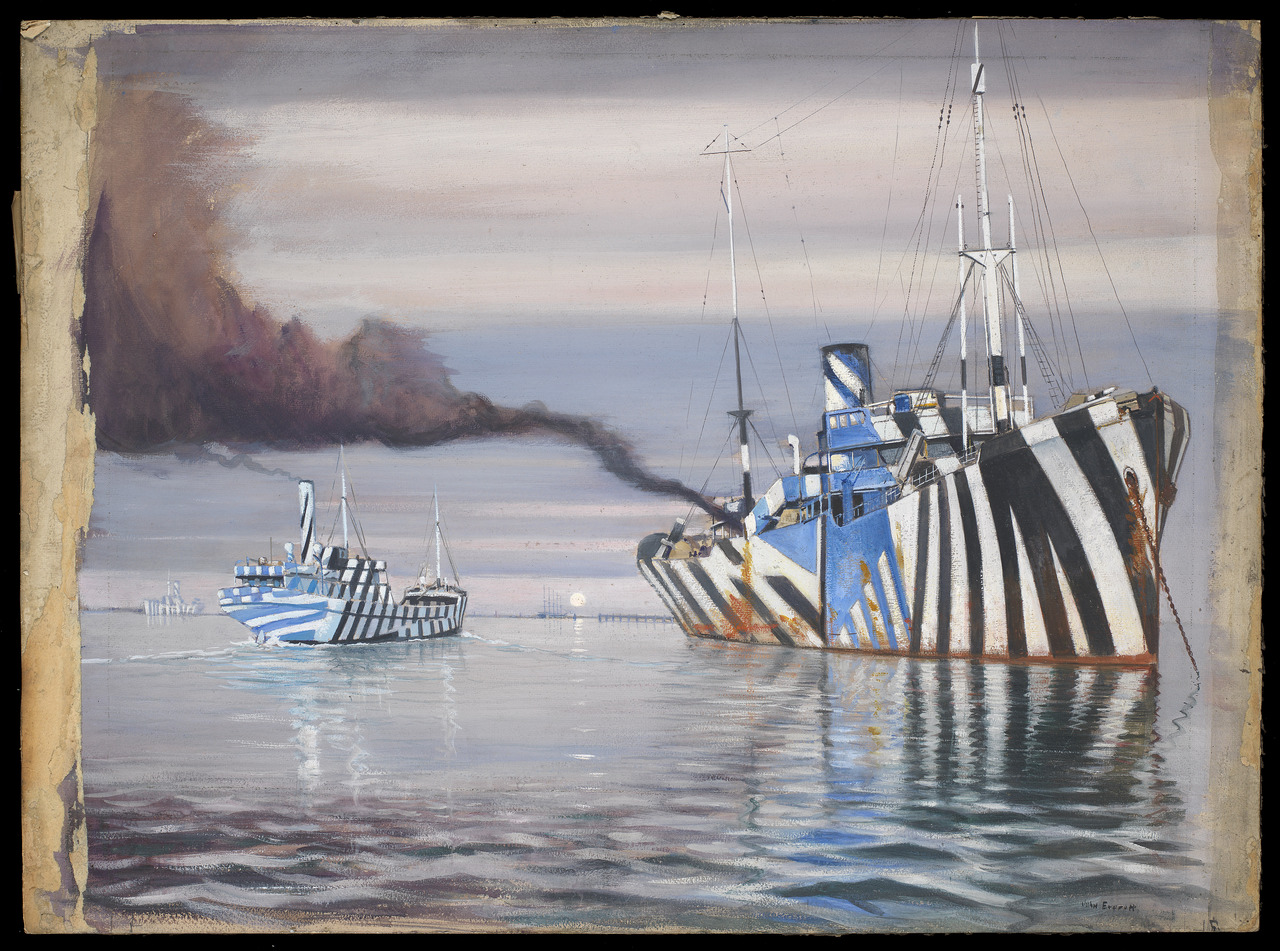
Le destroyer USS Allen (en) escorte le SS Leviathan (1918).
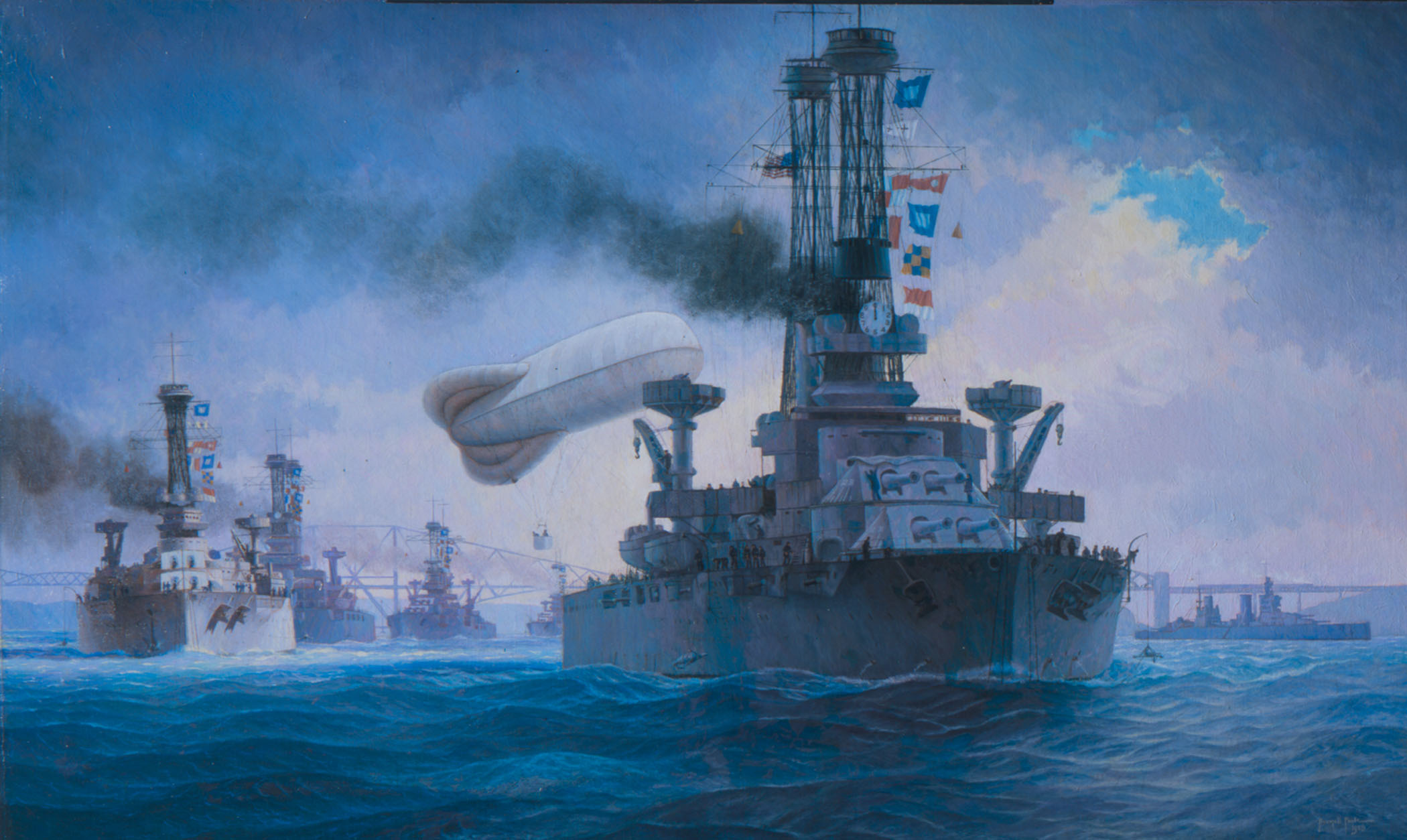
Le sixième escadron de combat de la Grand Fleet quittant l'estuaire du Firth of Forth (1918).
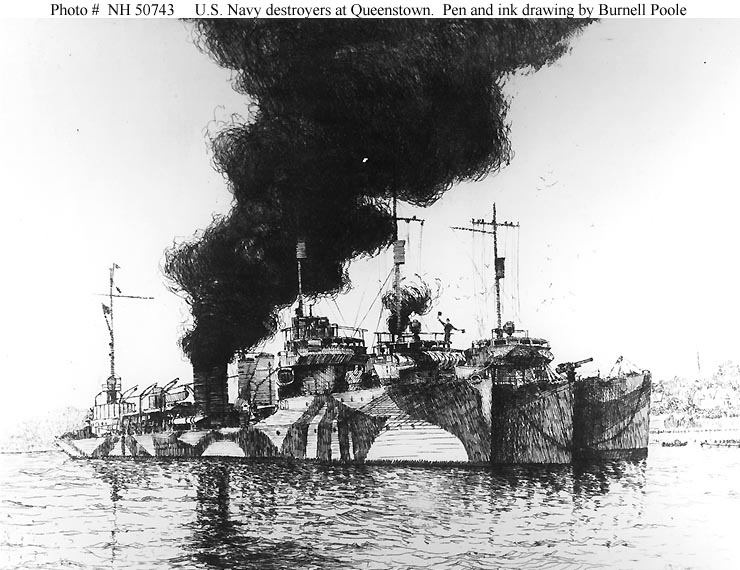
Des destroyers de l'US Navy à Queestown en Irlande (1918).
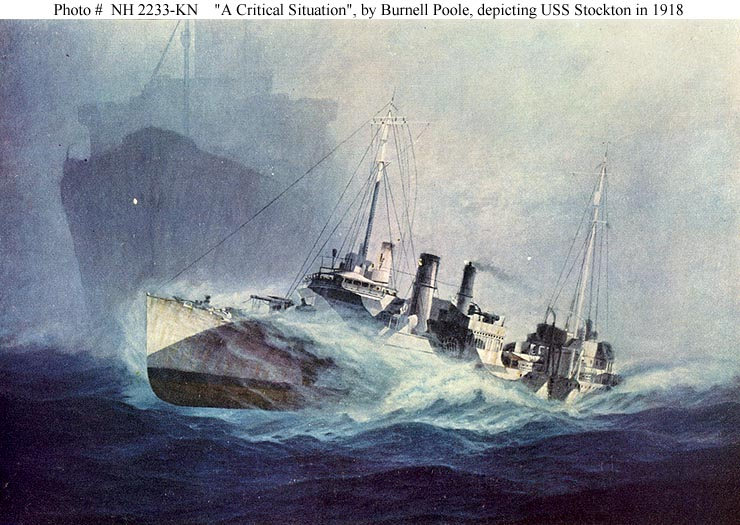
Le destroyer USS Stockton (en) dans une situation critique (années 1920).